# Katie Findlay
Katie Findlay (Windsor, 28 agosto 1990) è un'attrice canadese, nota soprattutto per aver interpretato il ruolo di Maggie Landers in The Carrie Diaries e di Rebecca Sutter nella serie Le regole del delitto perfetto.

## Biografia
È nata a Windsor il 28 agosto 1990. Ha origini cinesi, portoghesi, inglesi e scozzesi.
Ha lavorato come ballerina per 12 anni, per poi abbandonare la carriera a causa di un incidente. 
Il suo debutto televisivo avviene nel 2010, quando ottiene il ruolo di guest star nell'episodio pilota della serie televisiva Fringe.
È stata inoltre arruolata come guest star in serie tv come Psych, Endgame e Stargate Universe. Ha ottenuto anche il ruolo di ricorrente nella serie televisiva The Killing. Viene inserita nel cast del film del 2012, After the Dark, dove interpreta Bonnie. Ottiene la notorietà nel 2013 grazie al ruolo di Maggie Landers nella serie televisiva The Carrie Diaries, prequel di Sex and the City.
Ha fatto parte del cast della serie televisiva di Shonda Rhimes, Le regole del delitto perfetto.

## Filmografia

### Cinema
- A Cinderella story, regia di Mark Roseman (2004)
- Crash Site, regia di Jason Bourque (2011)
- After the Dark, regia di John Huddles (2013)
- Io vengo ogni giorno (Premature), regia di Dan Beers (2014)
- Jem e le Holograms (Jem & the Holograms), regia di Jon M. Chu (2015)
- The Dark Stranger, regia di Chris Trebilcock (2015)

### Televisione
- Fringe – serie TV, episodio 2x19 (2010)
- Tangled, regia di Bronwen Hughes – film TV (2010)
- Psych – serie TV, episodio 5x08 (2010)
- The Killing – serie TV, 13 episodi (2011-2012)
- Endgame – serie TV, episodio 1x04 (2011)
- Stargate Universe – serie TV, episodi 2x17 e 2x18 (2011)
- Continuum – serie TV, episodio 1x05 (2012)
- The Carrie Diaries – serie TV, 26 episodi (2013-2014)
- Le regole del delitto perfetto (How to Get Away with Murder) – serie TV, 16 episodi (2014-2015)
- Pagine d'amore (The Bridge), regia di Mike Rohl – film TV (2015)
- Pagine d'amore - Parte seconda (The Bridge Part 2), regia di Mike Rohl – film TV (2016)
- The Magicians – serie TV, episodi 1x10, 1x11 e 1x12 (2016)
- Man Seeking Woman – serie TV, 10 episodi (2017)
- Lost Generation – serie TV, 11 episodi (2017)

## Doppiatrici italiane
Nelle versioni in italiano dei suoi lavori, Katie Findlay è stata doppiata da:
- Francesca Manicone in Pagine d'amore, Pagine d'amore - Parte seconda
- Valentina Mari in The Killing
- Erica Necci in The Carrie Diaries
- Giorgia Locutarolo in After the Dark
- Ludovica Bebi in Io vengo ogni giorno
- Rossa Caputo ne Le regole del delitto perfetto
- Elena Perino in Jem e le Holograms